# Оганесян, Нерсес Гедеонович
Нерсес Гедеонович Оганесян (12 октября 1938, Ереван, Армения — 23 октября 2016, Москва, Российская Федерация) — советский и армянский киноактёр, кинорежиссёр и сценарист. Народный артист Армении (2005), лауреат премии ЦК Компартии Армении и Совета Министров Армянской ССР (1983, за фильм «Механика счастья»); заслуженный деятель искусств Армянской ССР (1987), Почётный академик Национальной Академии армянского киноискусства (2011), профессор.

## Биография
Окончил ереванскую русскую школу № 58. До учёбы в институте служил в Ереванском академическом театре имени Г. Сундукяна. В 1953 году. окончил режиссёрский факультет Ереванского художественно-театрального института. С 1959 года — ассистент режиссёра, затем — режиссёр киностудии «Арменфильм». В 1966—1967 гг. был режиссёром-стажёром на фильме «Твой современник» Юлия Райзмана на киностудии «Мосфильм».
Снялся в фильмах «Живите долго», «Командировка в санаторий», «Крупный выигрыш». Первая удача пришла вместе с кинофильмом «Невеста с севера», ставшим очень популярным. За ним последовали: «Приехали на конкурс повара», «Полёт начинается с земли», «Механика счастья», которая была отмечена Государственной премией Армянской ССР, «Чужие игры». На киностудии «Мосфильм» снял цикл документальных фильмов о выдающихся советских кинорежиссёрах — о Райзмане, Калатозове, Пырьеве. Фильм «Михаил Калатозов. Путь к себе» был удостоен Большой бронзовой медали братьев Люмьер на Международном кинофестивале фильмов об искусстве. Снял фильм «Армянский переулок, дом № 2», повествующий о династии Лазаревых. Руководил творческим объединением киностудии «Арменфильм», являлся художественным руководителем и главным редактором сатирического киноальманаха «Бумеранг», членом правления киностудии и Союза кинематографистов Армении. 
Являлся профессором Армянского педагогического института.
С 1983 по 1991 год состоял в рядах КПСС .

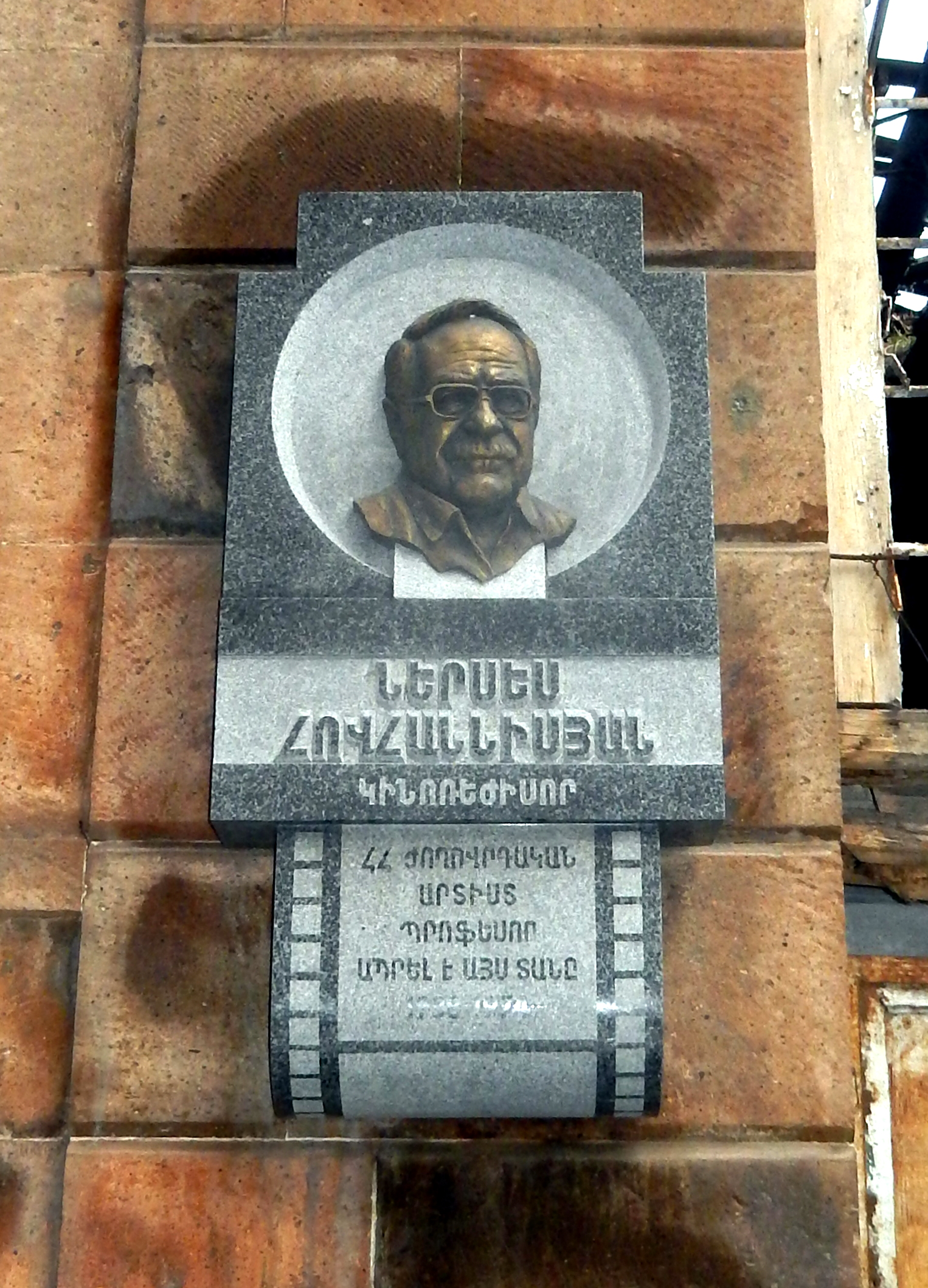
Мемориальная доска Нерсесу Оганесяну на улице Павстоса Бузанда, Ереван

Похоронен на Троекуровском кладбище.
Брат — композитор, заслуженный деятель искусств Армянской ССР Гагик Овунц.

## Фильмография

### Актёрские работы
- 1979 — «Живите долго» — Беник
- 1980 — «Крупный выигрыш» — Шекоян
- 1981 — «Командировка в санаторий» — Артюша
- 1982 — «Где-то плачет иволга…» — конферансье
- 1986 — «Последнее воскресенье» — Мовсес
- 1987 — «Одинокая орешина» — Овсеп
- 1990 — «Тоска» — Енок
- 2007 — «Возвращение блудного сына»

### Режиссёрские и сценарные работы

#### Художественные фильмы
- 1968 — «Встреча на выставке» (короткометражный)
- 1969 — «Фанос-неудачник»
- 1973 — «За час до рассвета» (совместно с Э. Мелик-Карамяном)
- 1975 — «Невеста с севера»
- 1977 — «Приехали на конкурс повара» — режиссёр, соавтор сценария
- 1980 — «Полёт начинается с земли» — режиссёр, соавтор сценария
- 1982 — «Механика счастья»
- 1986 — «Чужие игры» — режиссёр, соавтор сценария
- 2000 — «Игра в джин» (фильм-спектакль)

#### Документальные фильмы
- 1969 — «Внимание, снимает Райзман» (документальный) — режиссёр, сценарист
- 1969 — «Осторожно, живность» (документальный)
- 1971 — «Аветик Исаакян» (документальный)
- 1972 — «Встреча с профессором Бадаляном» (документальный)
- 1985 — «В гостях у командира» (документальный) — режиссёр, соавтор сценария (совм. с А. Хачатряном)
- 1997 — «Долголетие» (документальный)

## Награды
- Лауреат Государственной премии Армянской ССР (1982)
- Лауреат премии ЦК Компартии Армении и Совета Министров Армянской ССР (1983, за фильм «Механика счастья»)
- Заслуженный деятель искусств Армянской ССР (1987)
- Народный артист Республики Армения (2005)[5]
- Почётный академик Национальной Академии армянского киноискусства (2011)
- Приз «Параджановский талер» (2013, Ереванский кинофестиваль)
- Специальный приз за вклад в развитие армянского кинематографа (2013, кинопремия «Айак»)[6]